# Novîi Șleah, Snihurivka
Novîi Șleah (în ucraineană Новий Шлях) este un sat în comuna Horohivske din raionul Snihurivka, regiunea Mîkolaiiv, Ucraina.

## Demografie
Componența lingvistică a localității Novîi Șleah
     Ucraineană (97,94%)
     Rusă (1,8%)
     Alte limbi (0,26%)
Conform recensământului din 2001, majoritatea populației localității Novîi Șleah era vorbitoare de ucraineană (97,94%), existând în minoritate și vorbitori de rusă (1,8%).